# Hrabstwo Banner

Piramida wieku hrabstwa

Hrabstwo Banner (ang. Banner County) – hrabstwo w stanie Nebraska w Stanach Zjednoczonych. W roku 2010 liczba mieszkańców wyniosła 690. Stolicą i największą miejscowością jest Harrisburg.

## Geografia
Całkowita powierzchnia wynosi 1932,4 km² z czego woda stanowi 4 km² .

### CDP
- Harrisburg

### Sąsiednie hrabstwa
- hrabstwo Scotts Bluff – północ
- hrabstwo Morrill – wschód
- hrabstwo Cheyenne – południowy wschód
- hrabstwo Kimball – południe